# 舟形町
舟形町（日语：／ Funagata machi */?）是位於日本山形縣北部的町，隸屬於最上郡。轄區南北狹窄且東西細長，最上小國川流經町内並在西邊注入最上川，當地人口則集中在最上小國川與松橋川沿岸。舟形町距離最上地方的中心城市新庄市相當近，在社會、經濟、教育等方面受到新庄市很大的影響。流經町內的最上小國川則以釣香魚而聞名。

## 地理
舟形町境內約70%的面積被山林覆蓋，發源於奧羽山脈的最上小國川和發源自葉山山脈的松橋川流經町内，並在西邊注入最上川。

### 氣候
舟形町是日本數一數二的豪雪地帶，由於冬季期間西部被高氣壓籠罩、東部則為低氣壓，寒冷的西北季風使當地在11月下旬便會開始降雪，積雪深度至隔年3月時約為2公尺。

## 歷史
舟形町自古以來便有人類定居，境內的西之前遺跡曾發掘出日本最大的繩紋土偶，通稱為「繩紋的女神」，並且被指定為日本第四個土偶國寶。元和8年 (1622年) 最上氏遭改易後，常陸國松岡藩藩主戶澤政盛被加封出羽國的最上郡與村山郡共6萬石，並且入主新庄藩，舟形地區也因此成為新庄藩的領地，並由戶澤氏統治直到明治維新時期。在江戶時代，舊舟形村作為羽州街道沿線的宿場町而開始發展，位於最上川沿岸的舊堀内村則因河運而逐漸繁榮。

## 交通
境內有JR東日本的奧羽本線通過，並在町内設立舟形站。